# Mantra (canción)
«Mantra» es una canción de la banda de rock británica Bring Me the Horizon. Fue producido por el vocalista de la banda Oliver Sykes y el tecladista Jordan Fish, se publicará en el sexto álbum de estudio del grupo, Amo. La canción fue lanzada como el primer sencillo del álbum el 21 de agosto de 2018, encabezando el UK Rock & Metal Singles Chart, La canción fue nominada al 61.ª ceremonia de los Premios Grammy como mejor canción de rock.

## Composiciones y letra
En declaraciones a la revista musical Metal Hammer, el vocalista Oliver Sykes reveló que "Mantra" se inspiró en Wild Wild Country, un documental sobre el controvertido gurú hindú Bhagwan Shree Rajneesh , explicando que "mientras lo veía y trataba de escribir letras al mismo tiempo, Estaba dibujando estas similitudes con los cultos y el amor". Pasando a hablar sobre las letras, agregó que "comenzar una relación, especialmente un matrimonio, es como comenzar un culto, un pequeño culto a dos hombres, porque tienes que entregarte por completo a esta persona, tienes para confiar en ellos, debes amarlos incondicionalmente... Así que de ahí viene el pensamiento detrás de la canción".
Musicalmente, el escritor de NME, Tom Connick, describe a "Mantra" como "una introducción electrónica torcida e intermitente seguida de un coro de hostigamiento de titulares de festival", que contribuye a un sonido que según él está "construido para grandes escenarios". Connick continúa afirmando que los elementos electrónicos de la canción "agregan atmósfera".

## Promoción y lanzamiento
Bring Me the Horizon lanzó "Mantra" como su primer material nuevo desde That's the Spirit el 21 de agosto de 2018, un día antes de que se anunciara el sexto álbum de estudio de la banda, Amo.  Originalmente, la canción fue objeto de burlas con una campaña promocional que incluía una cartelera en Londres, que mostraba la letra "¿Quieres comenzar un culto conmigo?" La cartelera también contenía un número de teléfono que contenía una muestra de la canción, y el sitio web joinmantra.com se configuró para revelar la fecha de lanzamiento del sencillo. El grupo realizó la canción en vivo por primera vez en el Festival de Lectura el 23 de agosto, seguido de una presentación en el Festival de Leeds al día siguiente.

## Vídeo musical
El vídeo musical de "Mantra" se lanzó el 24 de agosto de 2018, tres días después de que la canción se puso a disposición por primera vez. Según el sitio web de música Consequence of Sound, el video "muestra al líder Oli Sykes como un líder de culto, mientras sus seguidores cuelgan cada una de sus palabras". John Hill de la revista Revolver destacó que "Las imágenes en el vídeo chocan repetidamente, los elementos de los videojuegos, los infomerciales nocturnos y los sermones de la iglesia se ejecutan en circuito cerrado uno al lado del otro para crear un efecto despiadado", describiéndolo como "loca".

## Premios y nominaciones
| Año  | Premio                               | Resultado |
| ---- | ------------------------------------ | --------- |
| 2019 | Grammy Awards: Mejor canción de rock | Nominado  |

## Posicionamiento en lista
| Lista (2018)                                  | Posiciones |
| --------------------------------------------- | ---------- |
| Alemania (Deutsche Alternative Charts)        | 10         |
| Australia (ARIA Digital Tracks)               | 33         |
| Bélgica (Ultratip Flanders)                   | 7          |
| Bélgica (Ultratip Valona)                     | 37         |
| Canadá (Billboard Canada Rock)                | 45         |
| Escocia (Scottish Singles Sales Chart)        | 45         |
| Eslovaquia (Singles Digitál Top 100)          | 94         |
| Estados Unidos (Hot Rock & Alternative Songs) | 15         |
| Estados Unidos (Rock Airplay)                 | 23         |
| Hungría (Single Top 40)                       | 14         |
| México (Billboard México Ingles Airplay)      | 31         |
| Nueva Zelanda (RMNZ Hot Singles)              | 35         |
| Reino Unido (UK Singles Chart)                | 55         |
| Reino Unido (UK Rock & Metal Singles)         | 1          |
| República Checa (Singles Digitál Top 100)     | 93         |

## Certificaciones
| País        | Organismo certificador | Certificación | Ventas certificadas | Ref.   |
| ----------- | ---------------------- | ------------- | ------------------- | ------ |
| Australia   | ARIA                   | Oro           | 35 000              | [ 17 ] |
| Reino Unido | BPI                    | Plata         | 200 000             | [ 18 ] |